# رابرت دبلیو. آپتن
رابرت دبلیو. آپتن (به انگلیسی: Robert William Upton) سناتور سابق عضو حزب جمهوری‌خواه ایالات متحده آمریکا بود. وی در سال ۱۹۵۳ تا ۱۹۵۴ میلادی سناتور ایالت نیوهمپشایر در سنای ایالات متحده آمریکا بود.